# Panorpa carolinensis
Panorpa carolinensis är en näbbsländeart som beskrevs av Banks 1905. Panorpa carolinensis ingår i släktet Panorpa och familjen skorpionsländor. Inga underarter finns listade i Catalogue of Life.